# Gyno Pomare
 Leornado “Gyno” Pomare (nacido el 5 de abril de 1986) es un exjugador de baloncesto profesional panameño-estadounidense.

## Trayectoria

### Carrera Universitaria
Gyno Pomare fue jugador durante cuatro años con la Universidad de San Diego. Originalmente se comprometió con los Toreros saliendo de El Camino High School para la temporada 2004, pero no participó en la temporada 2004-05 como camiseta roja. En su primera temporada completa con la escuela, 2005-06, promedió 10,4 puntos y 5 rebotes por partido en camino a ser incluido en el equipo de primer año de la All- West Coast Conference . Pomare tuvo una carrera prolífica con los Toreros, y finalmente terminó como el máximo goleador de todos los tiempos de la escuela. Fue el primer jugador de San Diego desde Scott Thompson (1985–87) en ser incluido en el equipo de todas las conferencias tres veces. También llevó al equipo al Torneo de Baloncesto Masculino de la División I de la NCAA 2008, donde anotó 22 puntos, el máximo del juego, con 10-12 tiros para los Toreros, cabeza de serie número 13, en una sorpresa en la primera ronda sobre la Universidad de Connecticut.

### Carrera Profesional
Aunque Pomare era un candidato oculto para el draft de la NBA de 2009, no fue seleccionado. El 18 de agosto de 2009, los Sendai 89ers de la liga japonesa bj, la máxima categoría del baloncesto japonés, anunciaron que habían fichado a Pomare para la temporada 2009-10.  en el 2010 paso al Club Sportivo 9 de Julio, En 2011 fue fichado por Quilmes de Mar del Plata en el Torneo Nacional de Ascenso (Argentina) estuvo con el club hasta inicio del 2011 en donde salió campeón del Torneo Nacional de Ascenso 2010-11, a mediado del 2011 paso al Hamamatsu Higashimikawa Phoenix en donde estuvo hasta inicio del 2012, a mediado de 2012 paso al Kyoto Hannaryz en donde estuvo hasta inicio del 2013, a mediado del 2013 paso a los Iwate Big Bulls en donde estuvo hasta inicio de 2014, a mediado de 2014 paso al Aomori Wat's en donde estuvo hasta inicio del 2015, a mediado de 2015 paso al Kanazawa Samuraiz en donde estuvo hasta inicios del 2017, a mediado de 2017 paso al Osaka Evessa en donde estuvo hasta a inicio del 2018, en el 2018 regreso a los Iwate Big Bulls, a finales del 2018 paso a los Shimane Susanoo Magic, en el 2019 paso a los 	Passlab Yamagata Wyverns en donde se retiró.

## Selección nacional
Pomare, era elegible para jugar en la selección nacional masculina de baloncesto de Panamá. Participó por primera vez con el equipo en el Campeonato COCABA 2009. También participó con el equipo en el Campeonato FIBA Américas 2009.

## Clubes
| Club                     | País      | Año         |
| ------------------------ | --------- | ----------- |
| Sendai 89ers             | Japón     | 2009- 2010  |
| CS 9 de Julio            | Argentina | 2010        |
| CA Quilmes               | Argentina | 2010 - 2011 |
| HH Phoenix               | Japón     | 2011 - 2012 |
| Kyoto Hannaryz           | Japón     | 2012 - 2013 |
| Iwate Big Bulls          | Japón     | 2013 - 2014 |
| Aomori Wat's             | Japón     | 2014 - 2015 |
| Kanazawa Samuraiz        | Japón     | 2015 - 2017 |
| Osaka Evessa             | Japón     | 2017 - 2018 |
| Iwate Big Bulls          | Japón     | 2018        |
| Shimane Susanoo Magic    | Japón     | 2018        |
| Passlab Yamagata Wyverns | Japón     | 2019        |

## Logros y reconocimientos

### Clubes
- Campeón del Torneo Nacional de Ascenso (2010-11)

### Logros individuales
- 2 veces en el equipo All-Star de la Bj league (2014,2015)